# Sixth Sense (브라운 아이드 걸스의 노래)
Sixth Sense(식스센스)는 대한민국의 걸 그룹 브라운 아이드 걸스의 노래로, 2011년 발매된 이 그룹의 4번째 스튜디오 음반 Sixth Sense의 두 번째 싱글로서 발매되었다. 이 노래는 엠넷의 텔레비전 프로그램 퀸덤을 통해 러블리즈가 커버했다.

## 배경 및 프로모션
이 노래는 김이나가 썼다. 가사는 "식스센스 음악을 통한 표현의 자유에 대한 저항"과 관련이 있다. 9월 24일 음반과 노래 Sixth Sense의 프로모션이 문화방송의 쇼! 음악중심을 통해 시작되었으며 엠카운트다운, SBS 인기가요, 뮤직뱅크를 통해서도 프로모션되었다.

## 수상

### 음악 프로그램 수상
| 프로그램            | 날짜             |
| ------------------- | ---------------- |
| 엠카운트다운 (엠넷) | 2011년 10월 6일  |
| 엠카운트다운 (엠넷) | 2011년 10월 20일 |
| SBS 인기가요 (SBS)  | 2011년 10월 16일 |
| SBS 인기가요 (SBS)  | 2011년 10월 23일 |

## 같이 보기
- 2011년 가온 디지털 차트 1위 목록